# Pyrethrum olivieri
Pyrethrum olivieri là một loài thực vật có hoa trong họ Cúc. Loài này được Chab. miêu tả khoa học đầu tiên năm 1892.